# Мольтке, Ида Хедевига
Ида Хедевига Мольтке (дат. Ida Hedevig Moltke, 1744—1816) — датская дворянка, известная своей перепиской.

## Биография
Ида Хедевига родилась в 1744 г. Её родителями были дворянин Фредерик фон Бухвальд и Генриетта Эмилия фон Гольштейн, она приходилась кузиной Амалии Софии Гольштейн и невесткой графу Йоханну Бернсторфу. В 1760 г. она вышла замуж за придворного, графа Кристиана Фредрика Мольтке.
Благодаря мужу Ида Хедевига смогла принять участие в жизни датского королевского двора, где она стала известной благодаря своей бурной любовной жизни. В то время при датском дворе иметь романы помимо официального брака не считалось чем-то непристойным, и в то время как муж Иды Хедевиги был любовником Элизабет фон Эйбен, сама она состояла в отношениях с испанским послом Себастьяном де Ллано и ла Квадра. Кристиан Мольтке был на стороне королевы Каролины Матильды в конфликте с фаворитом Кристиана VII Конрадом Хольком, в 1771 г. он попал в немилость, и чета Мольтке была вынуждена покинуть королевский двор.
Вскоре Кристиан Мольтке умер, и ходили слухи, что в его смерти повинна его вдова, якобы, она заразила его венерической болезнью, полученной от любовника Карла Адольфа фон Плессена, и он покончил с собой. Эта теория подкреплялась тем, что в том же году Ида Хедевига вышла за фон Плессена замуж. Однако официальные обвинения ей не предъявлялись.
Карл фон Плессен входил в круг Шака Карла Рантцау, сторонника заключения союза со Швецией против России. Предполагалось, что для этого Ида Хедевига в качестве агента отправится в Швецию, а Эневольд Брандт — во Францию, но в 1772 г. Брандт был арестован, судим и казнён, и эти планы не были реализованы.
Ида Хедевига умерла в 1816 г. Она вела обширную переписку, и её письма служат важным источником информации о жизни датского королевского двора в ту эпоху.